# Bagnoli della Rosandra
Bagnoli della Rosandra (Sloveens: Boljunec) is een plaats (frazione) in de Italiaanse gemeente San Dorligo della Valle - Dolina.